# Eferding
Eferding ist eine Stadt im Hausruckviertel in Oberösterreich mit 4367 Einwohnern (Stand 1. Jänner 2025).

## Geografie
Eferding liegt auf 271 m Höhe im Eferdinger Becken im Hausruckviertel, ca. 2 km von der Donau entfernt. Die Ausdehnung beträgt von Nord nach Süd 2,2 km, von West nach Ost 3 km. Die Gesamtfläche beträgt 2,8 km².
Es existieren keine weiteren Katastralgemeinden in Eferding.
Die Gemeinde gehört zum Gerichtsbezirk Eferding.
2016 verlegte die Bezirkshauptmannschaft Eferding ihren Sitz nach der Einrichtung einer Verwaltungsgemeinschaft nach Grieskirchen.

### Nachbargemeinden
|            |                                             | Pupping |
| Hinzenbach | Kompassrose, die auf Nachbargemeinden zeigt |         |
|            | Fraham                                      |         |

## Geschichte
In der Römerzeit war Eferding Straßenknotenpunkt am Donaulimes, das vermutlich von einem Reiterkastell gesichert wurde. Die Donau war im Eferdinger Becken weit verzweigt und reichte bis zur Stadt heran.
Als die Bajuwaren im 6. Jahrhundert ins Land einwanderten, soll ein bajuwarischer Edelmann namens Efrito der Stadt ihren Namen gegeben haben. Wahrscheinlicher erscheint jedoch, ihn vom niederdeutschen Evers (= Fluss, Schiff) abzuleiten, was bedeuten würde, ein Ort, wo Schiffe landen.
Die Nennung Eferdings im Nibelungenlied des Bischofs Pilgrim von Passau (971–991) weist auf eine überragende Bedeutung des Ortes und einer Kirche hin. 1145 findet sich die erste urkundliche Erwähnung eines Rantvicus plebanus de Efridinge, 1202 die eines Leutoldus plebanus de Efridinge.
Eferding erhielt 1222 das Stadtrecht. Die Stadt ist eine der ältesten Städte Österreichs.
1367 erwarben die Schaunberger durch Kauf Stadt und Schloss. 1559 wurden, nach dem Aussterben der Schaunberger, durch Erbschaft die Starhemberger die neuen Territorialherren. Das Schloss, in dem einst – so erzählt es das Nibelungenlied – Kriemhild auf ihrer Brautfahrt ins Hunnenland übernachtete, ist heute noch im Besitz der Familie Starhemberg.

### Bevölkerungsentwicklung

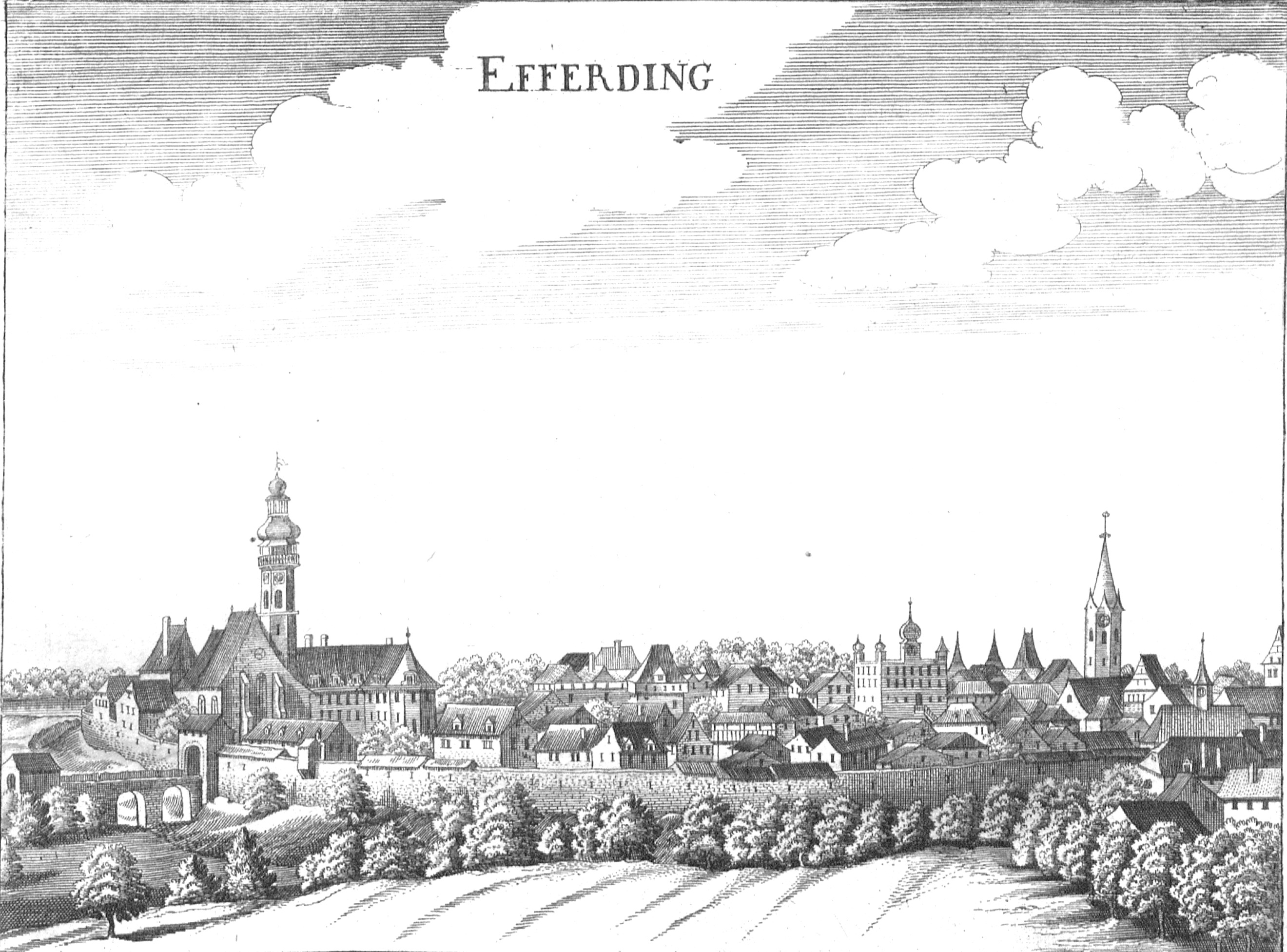
Efferding mit Schloss, Stich von Georg Matthäus Vischer von 1674

## Sehenswürdigkeiten

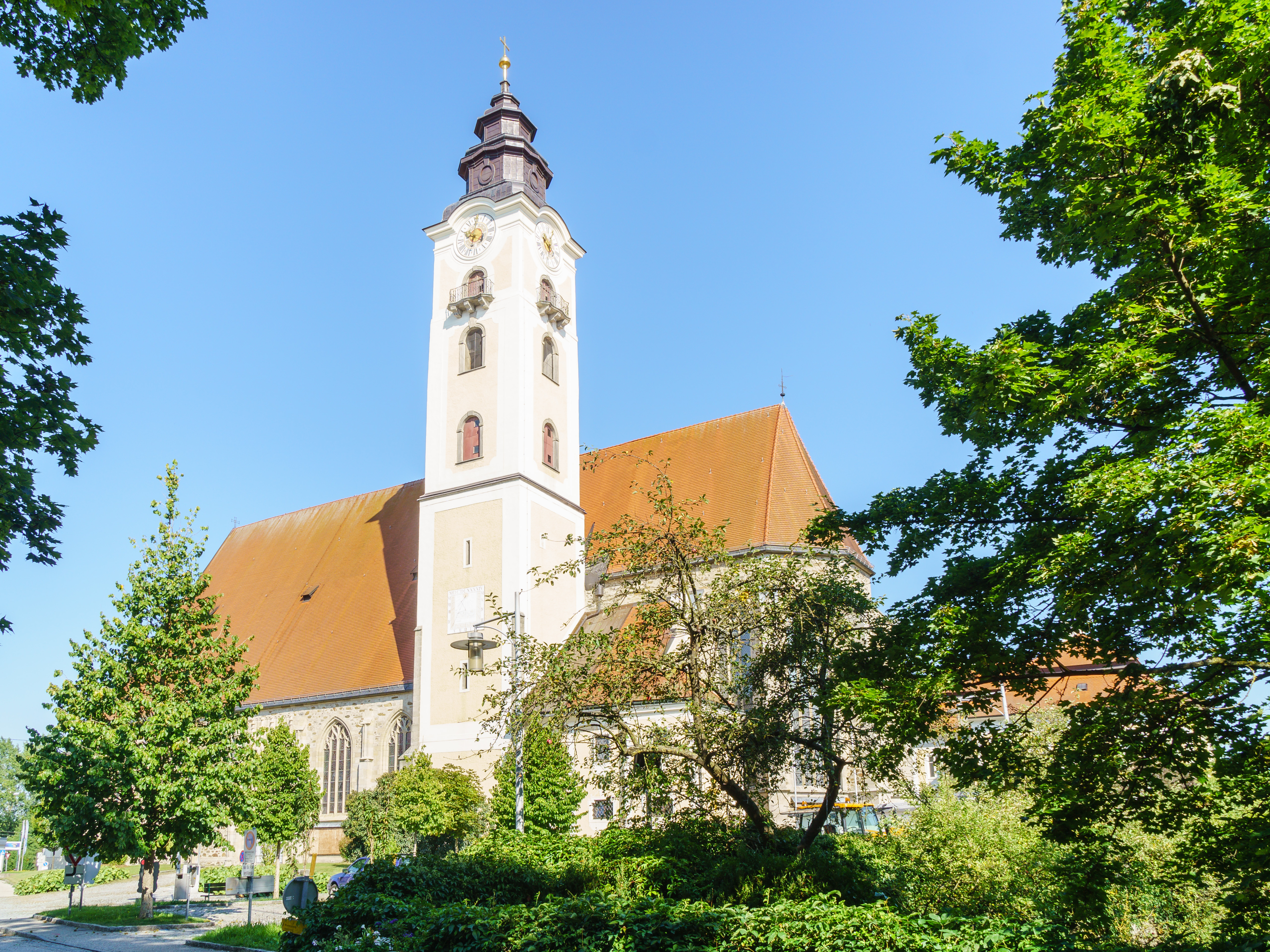
Pfarrkirche Eferding (1451–1505)

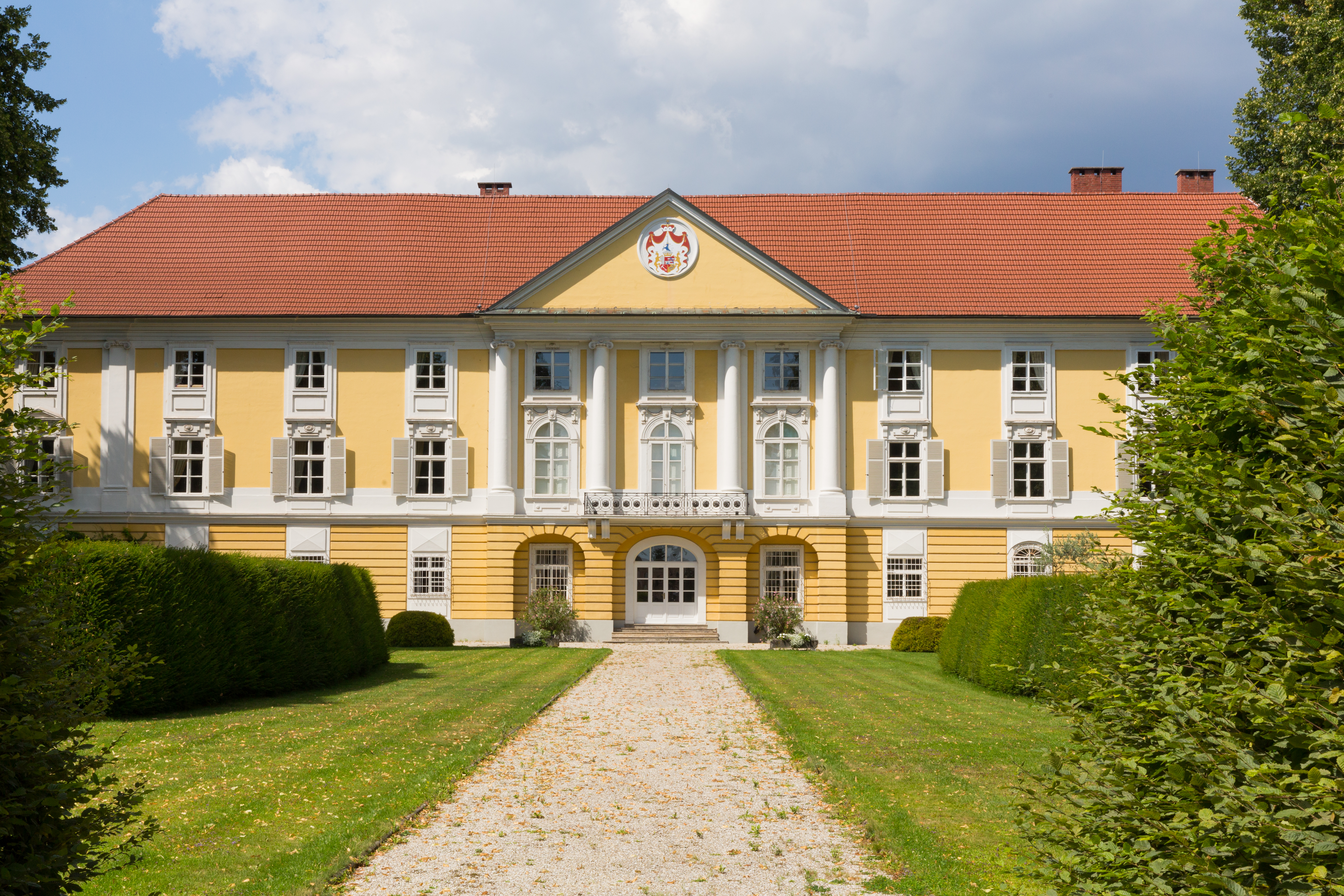
Schloss Starhemberg

- Pfarrkirche Eferding (Eferdinger Dom): 1451–1505 erbaut, spätgotisch; dreischiffige Hallenkirche, ob ihrer Mächtigkeit auch als Eferdinger Dom bezeichnet; hochbarocke und neugotische Altäre, spätgotische Skulpturen, Grabdenkmäler aus Spätgotik, Renaissance und Barock; bemerkenswerte, seltene, doppelarmige Wendeltreppe als Aufgang zum Chor, prächtiges, reich gestaltetes Doppelportal mit Steinfiguren auf der Südseite des Domes (Eingangsportal).
- Evangelische Pfarrkirche Eferding: 1830–1833 erbaut, eines der wenigen unverändert erhaltenen evangelischen Bethäuser der Toleranzzeit; dreigeschoßiger Bau mit rechteckigem, flachtonnengewölbtem, spätklassizistischem Saal und heute wieder ohne Turm.[1]
- Schloss Starhemberg: Das Schloss Starhemberg geht auf das 13. Jahrhundert zurück (davor 1167 an dieser Stelle Erwähnung einer Burg). Gestaltung der Gartenfront 1784. Vorerst in Besitz der Schaunberger, ab 1559 der Starhemberger, ist es heute noch Sitz des Oberhauptes der Starhemberger. Das Schloss befindet sich auf der Nordseite des Stadtplatzes zwischen Stadtpfarrkirche und dem alten Stadtgraben (heute Mittlerer Graben). Im Schloss befinden sich zwei Museen, das Fürstlich Starhembergische Familienmuseum und das Stadtmuseum.
- Fürstlich Starhembergisches Familienmuseum und Stadtmuseum: Das Stadtmuseum zeigt unter anderem einen Tisch aus Wolfgang Amadeus Mozarts Wiener Wohnung, an dem er 'Die Zauberflöte' komponierte. Die zwei Museen befinden sich in Schloss Starhemberg.
- Schifer'sches Erbstift: von Rudolf dem Schifer gestiftetes Spital (in dem sowohl Kranke gepflegt als auch Bedürftige aufgenommen wurden), gelegen am   Schiferplatz. und Spitalskirche:
  -  Spitalskirche: Die Spitalskirche zur seligen Maria wurde 1325 erbaut. Die asymmetrische Staffelhalle aus Hauptschiff und schmalem linkem Seitenschiff ist im Kern gotisch, mit hochgotischem Netzgewölbe in der Magdalenenkapelle. Die Fresken entstanden um 1430. Der Hochaltar ist von 1623. Die Spitalskirche hat einen Fassadenturm mit achtseitigem Pyramidenhelm.
- Dreifaltigkeitssäule auf dem Stadtplatz: Der Stadtplatz mit der Dreifaltigkeitssäule und den Bürgerhäusern zählt zu den schönsten Plätzen Oberösterreichs. Die Bürgerhäuser, seit dem Mittelalter fast unverändert, bestehen aus einem erhaltenen spätgotischen Kern mit barocken und klassizistischen Fassaden.
- Lebzelterhaus Vogl: Das Lebzelterhaus Vogl befindet sich auf dem Stadtplatz Nr. 27; seit 1683 Wachszieher- und Lebzelterhaus im Familienbetrieb, heute Café-Konditorei mit eigener Erzeugung; ursprünglich aus zwei gotischen Häusern bestehend, wurden die Fassaden im Laufe der Zeit zu einer einheitlichen barocken Front umgestaltet.

## Kultur
- Kulturzentrum Bräuhaus: historisches Gebäude unter Denkmalschutz, 1597/98 erstmals urkundlich erwähnt; nach umfassender Renovierung 2014 als Kulturzentrum eröffnet; früher zu Schloss Starhemberg gehörig

## Galerie

Galerie
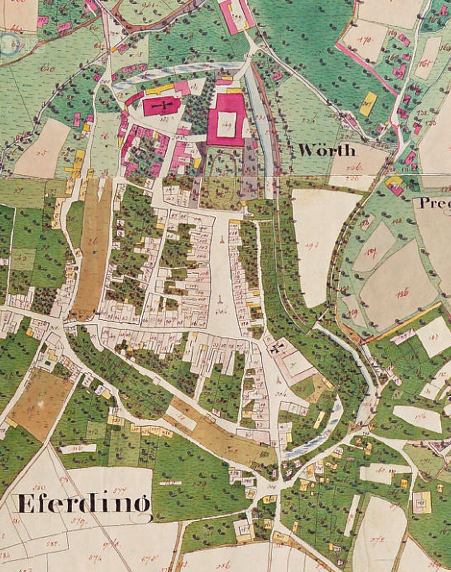
Franziszeischer Kataster Stadtplan
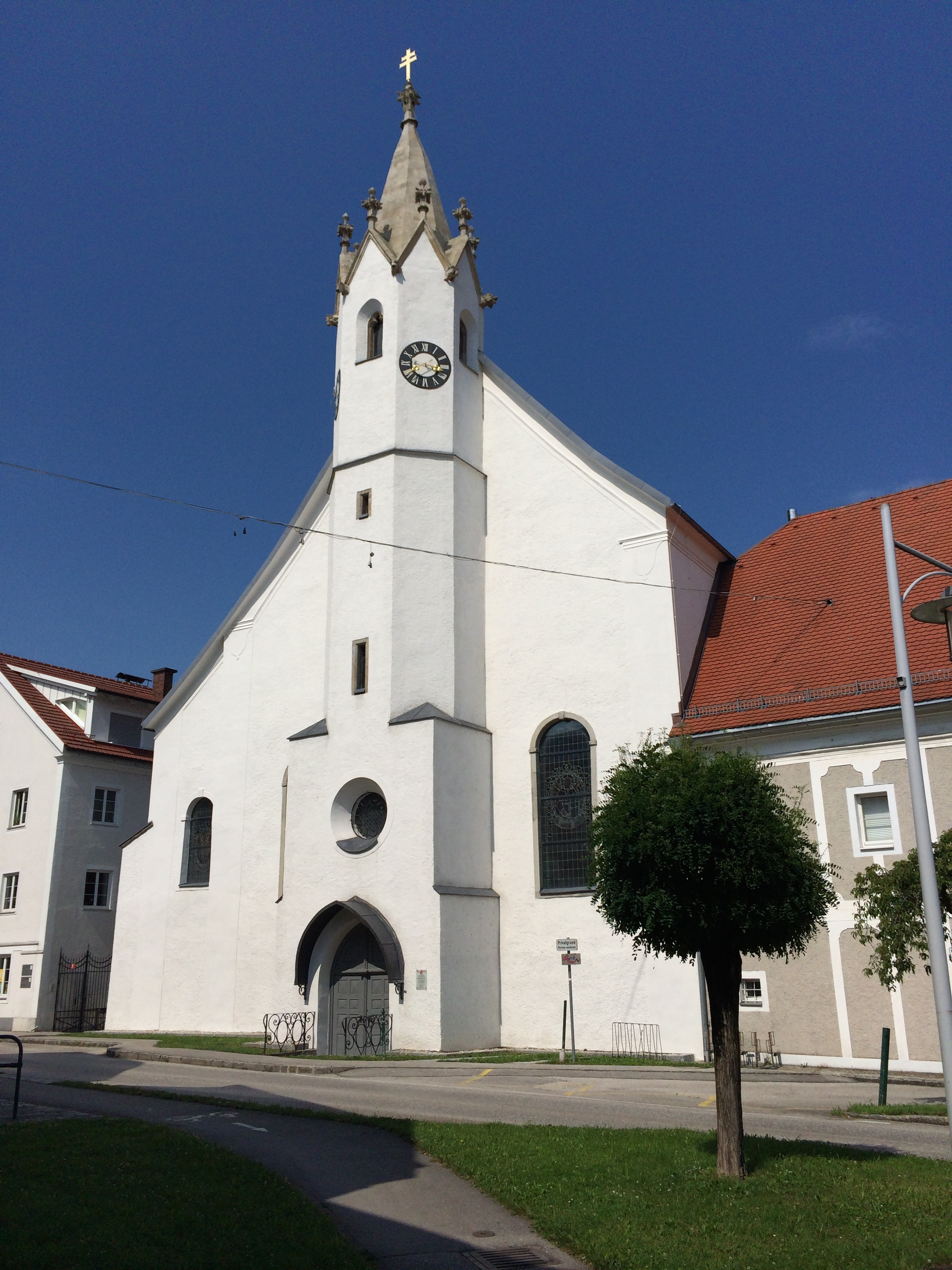
Spitalskirche am Schiferplatz
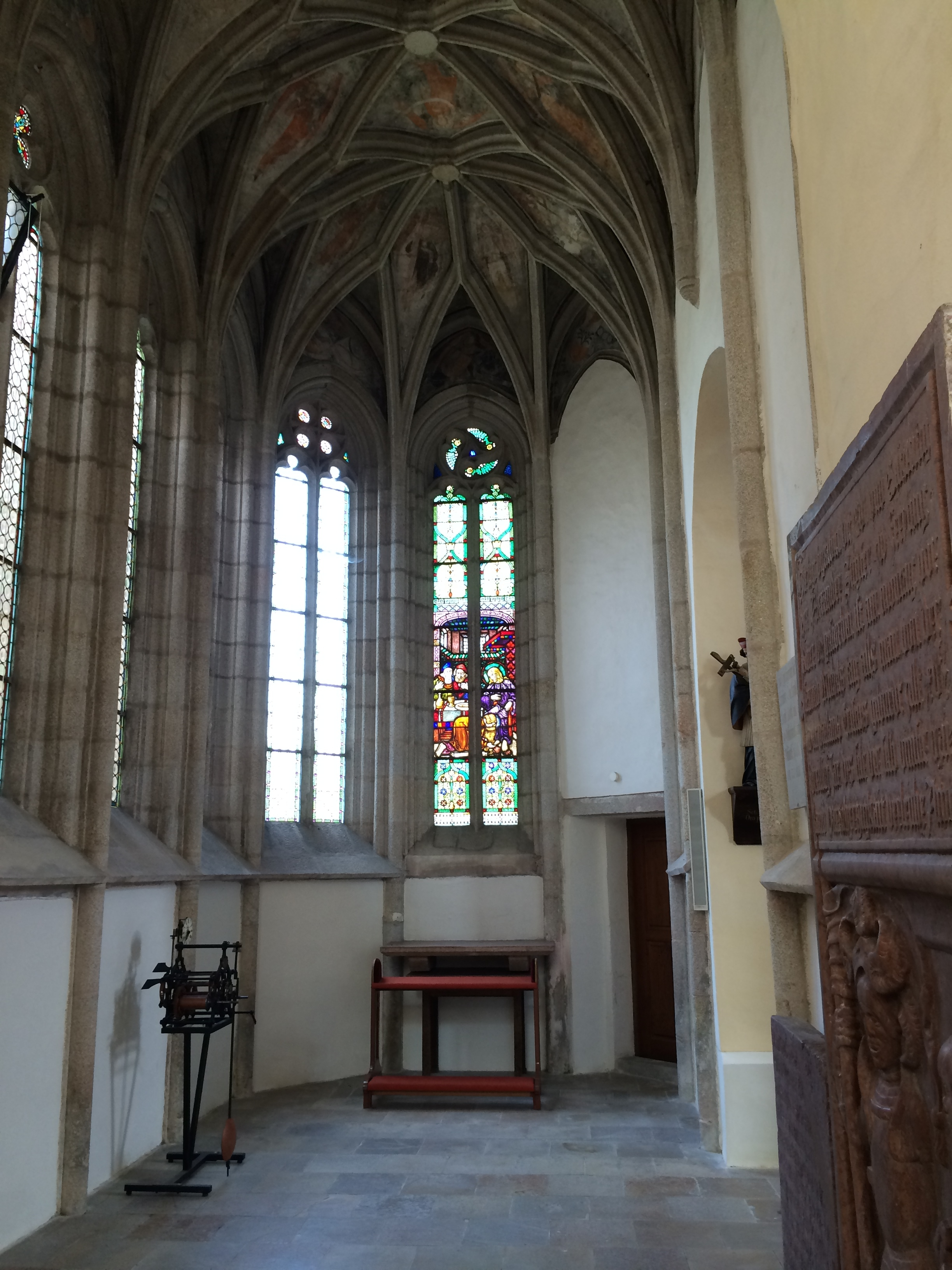
Spitalskirche mit mittelalterlichen Fresken
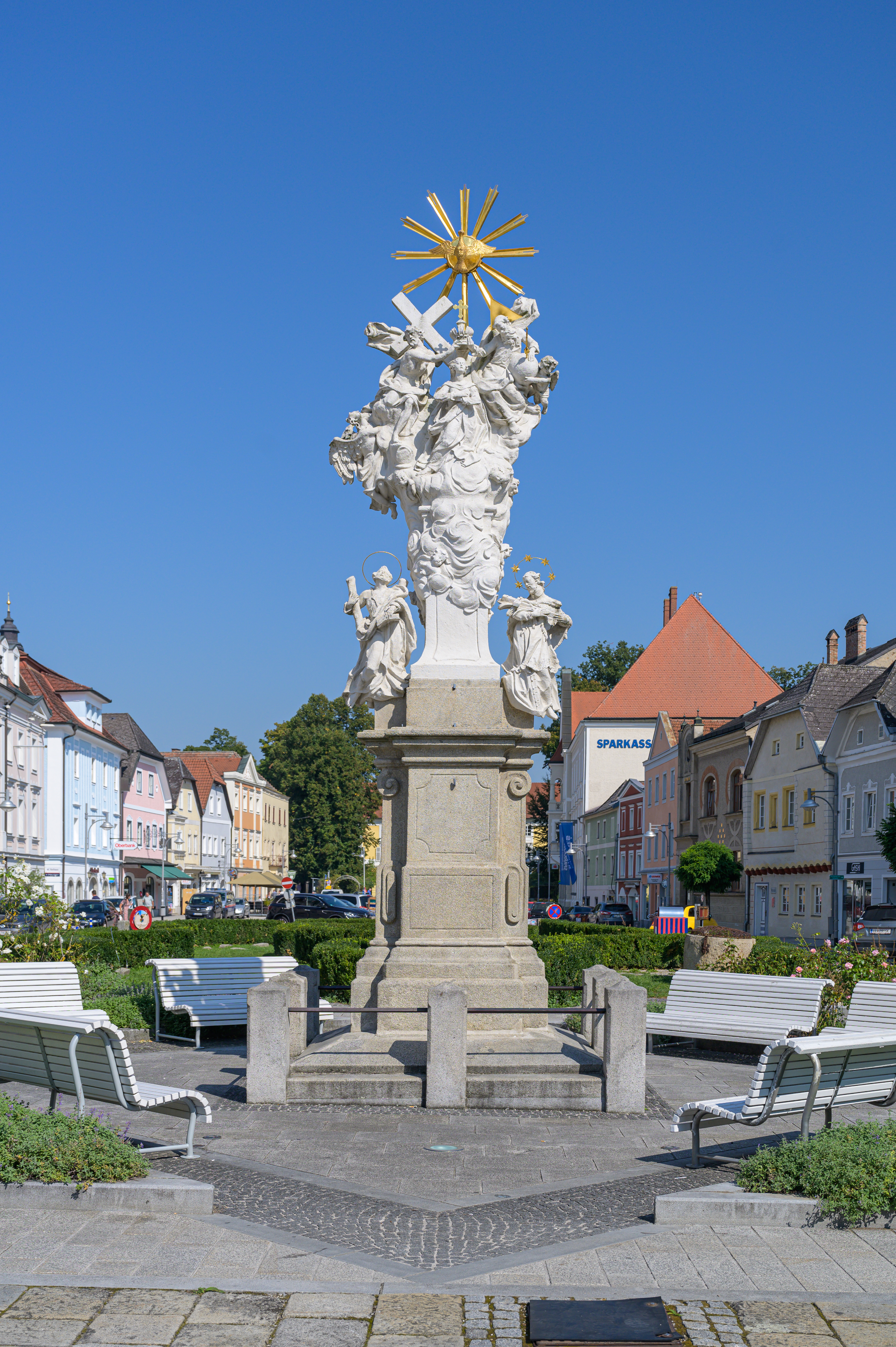
Dreifaltigkeitssäule am Stadtplatz

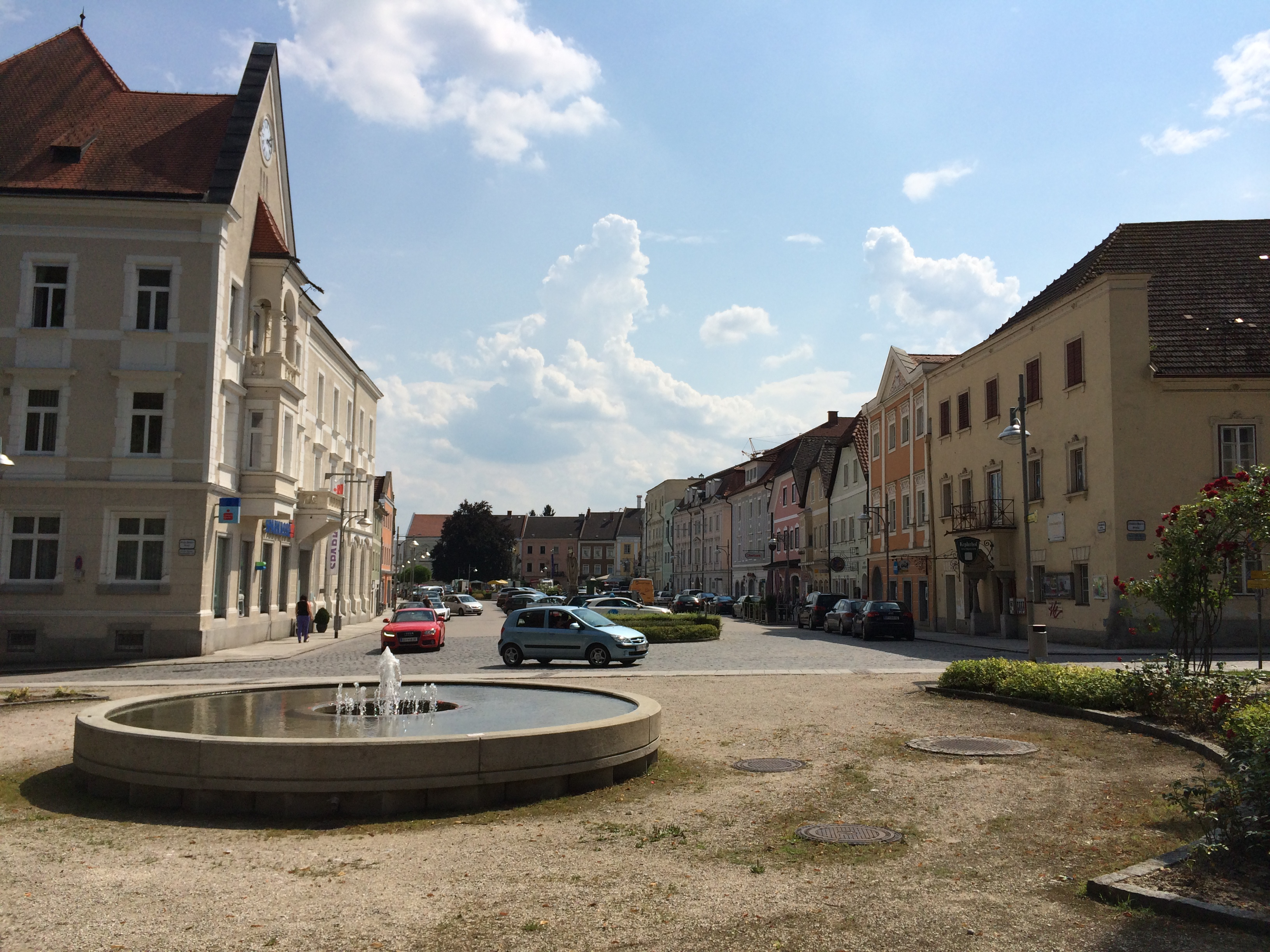
Stadtplatz
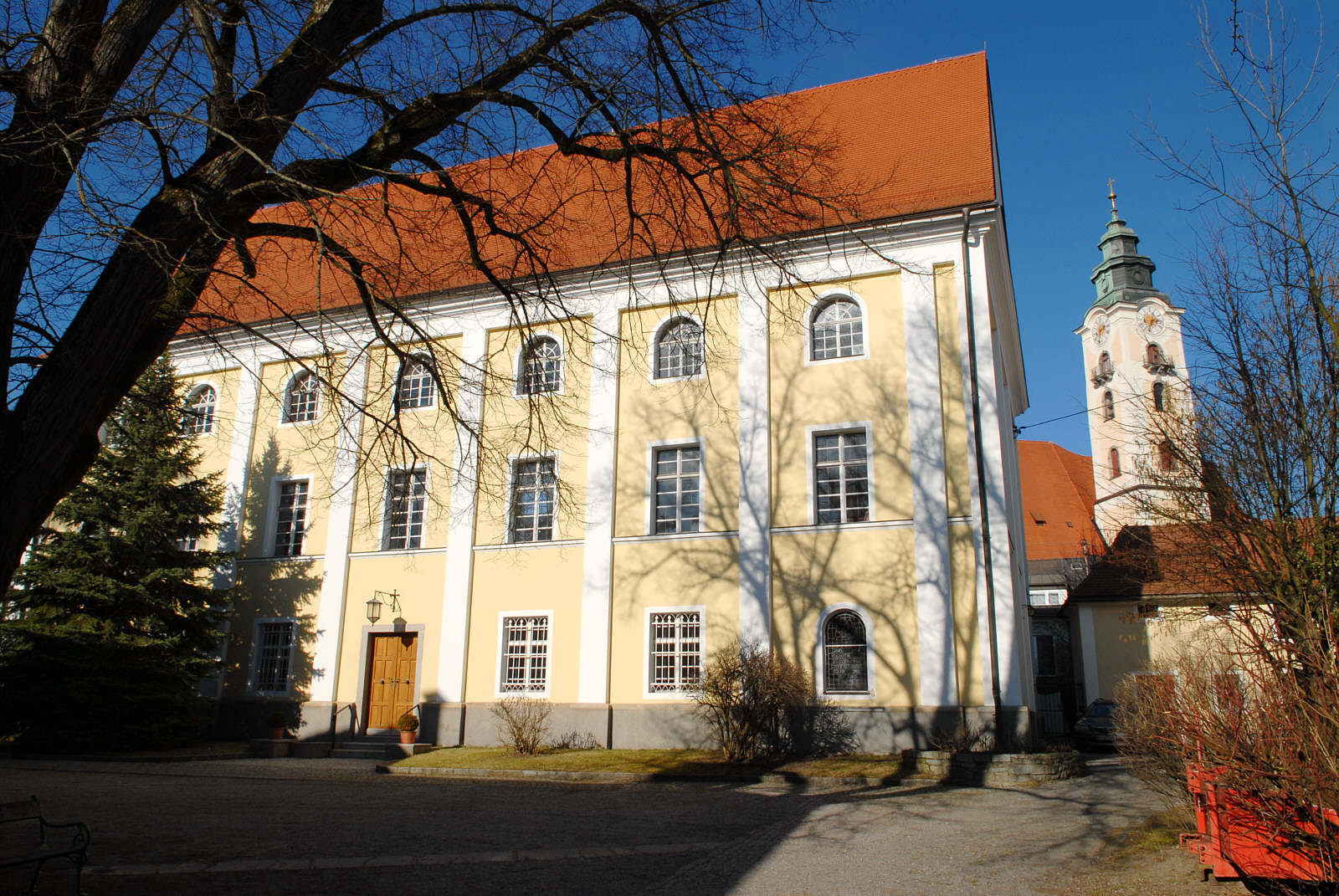
Evangelische Kirche
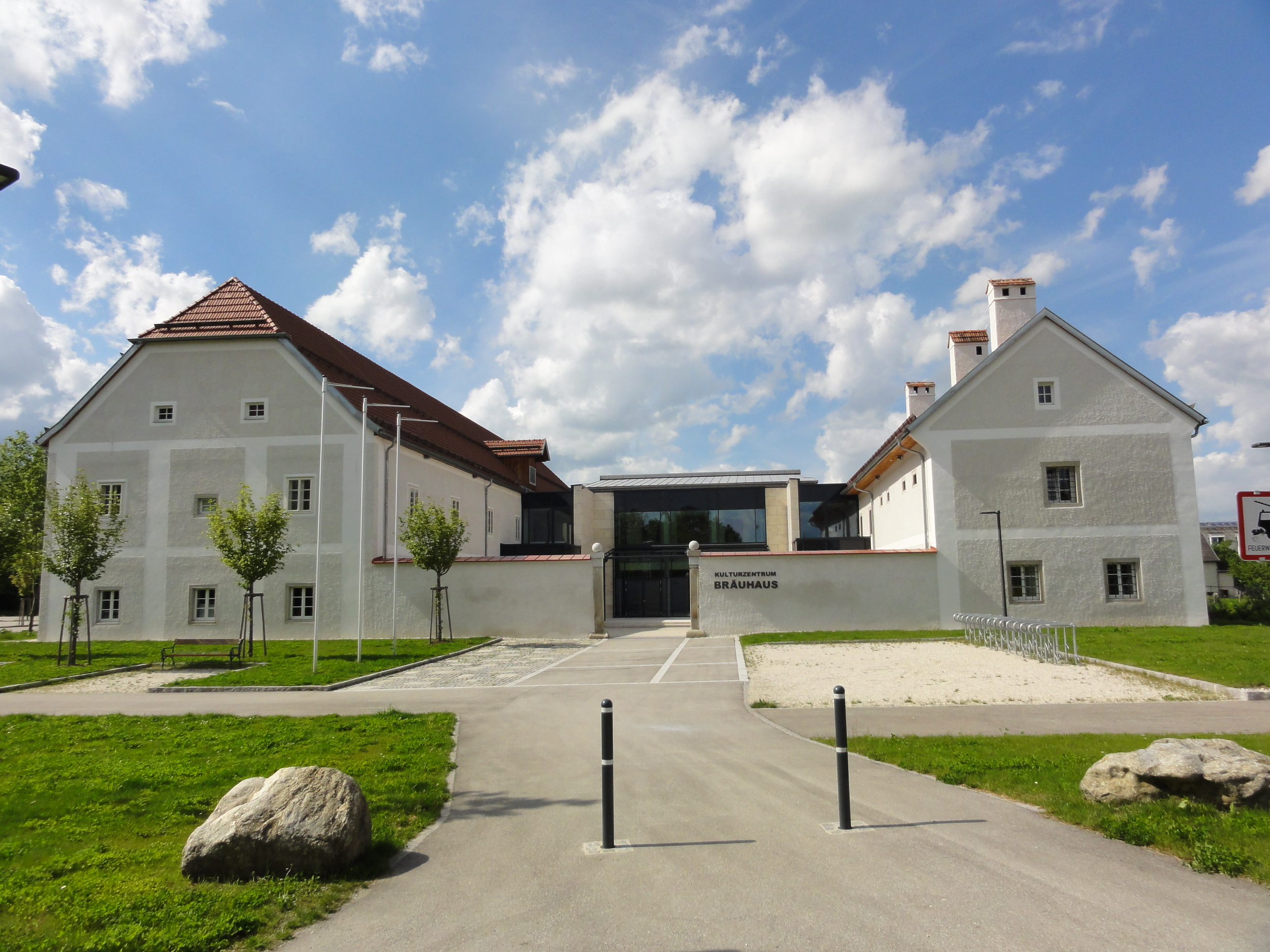
Kulturzentrum Bräuhaus

## Besondere Veranstaltungen
- 1999 fand in Eferding die oberösterreichische Ortsbildmesse statt.[2]
- 2022 feierte Eferding als drittälteste Stadt Österreichs das 800-Jahr-Jubiläum der Stadterhebung (1222)
- 2024: Eferding veranstaltete gemeinsam mit Peuerbach die Oberösterreichische Landesausstellung zum Thema „Vom Mikrokosmos zum Makrokosmos“

## Wirtschaft und Infrastruktur

### Unternehmen
- Sparkasse Eferding-Peuerbach-Waizenkirchen

## Verkehr
Straße

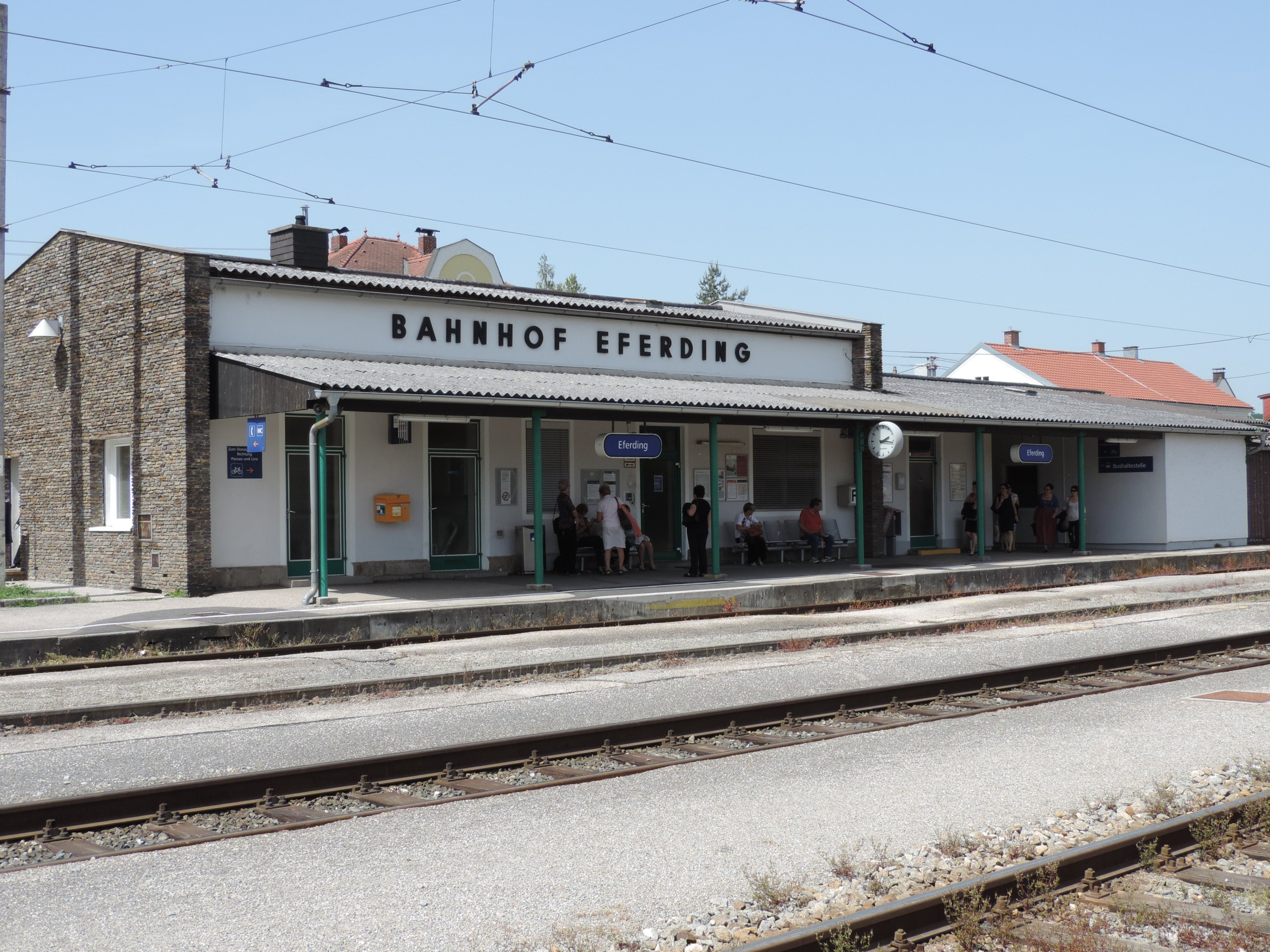
Bahnhof Eferding

- Eferdinger Straße: Landstraße B 129 von Linz nach Eferding
- Nibelungen Straße: Landstraße B 130 führt entlang der Donau von Eferding nach Passau, der Staatsgrenze nach Deutschland

Bahn
- Linzer Lokalbahn (LILO) (Privatbahn): Linz-Eferding-Waizenkirchen-Peuerbach(-Neumarkt/Kallham); S-Bahn S5 im Abschnitt Linz-Eferding mit Halbstundentakt Montag bis Freitag

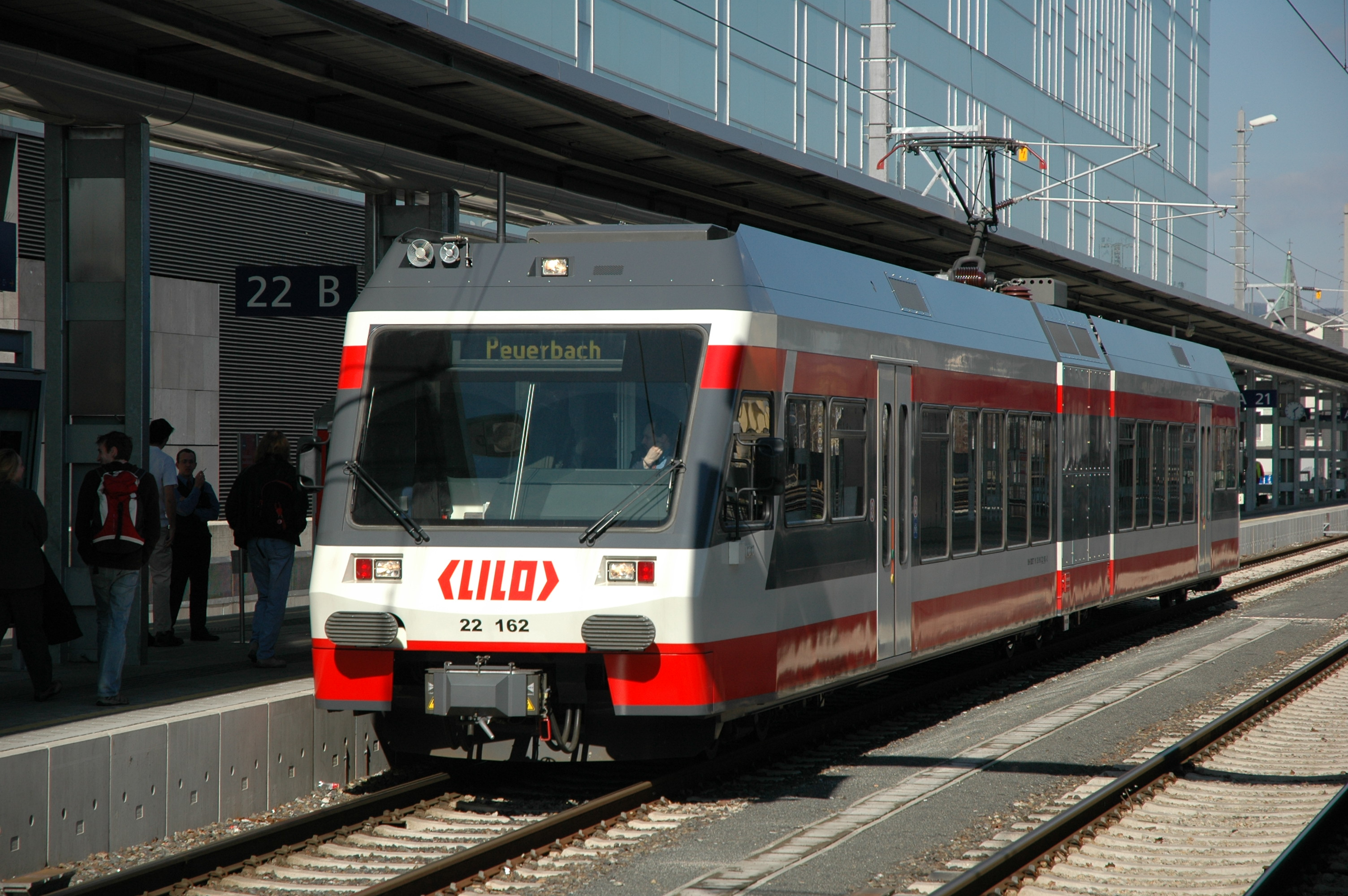
Linzer Lokalbahn (LILO)

- Aschacher Bahn: Wels-Eferding-Aschach wird nur mehr im Güterverkehr bedient. Es bestehen Pläne, den Abschnitt Eferding–Aschach für den Personenverkehr zu elektrifizieren und als Stichstrecke der LILO zu bedienen.

Bus
- Bus 670 Linz–Wilhering–Eferding–Aschach-Haibach–St. Agatha(–Passau)
- Bus 200/201 Linz–Puchenau–Ottensheim–Feldkirchen–Aschach–Eferding
- Bus 660 Wels–(Bad Schallerbach)–Eferding–Aschach
- Bus 664 Wels–Scharten–Eferding
- Bus 665 Eferding–Stroheim–Reith
- Schülertransporte Eferding–Rohrbach, Eferding–Grieskirchen, Eferding–Prambachkirchen
- voestalpine Schichtbusse Linz–Eferding–St. Agatha, Linz–Eferding–Peuerbach, Linz–Eferding–Hartkirchen

Schiff

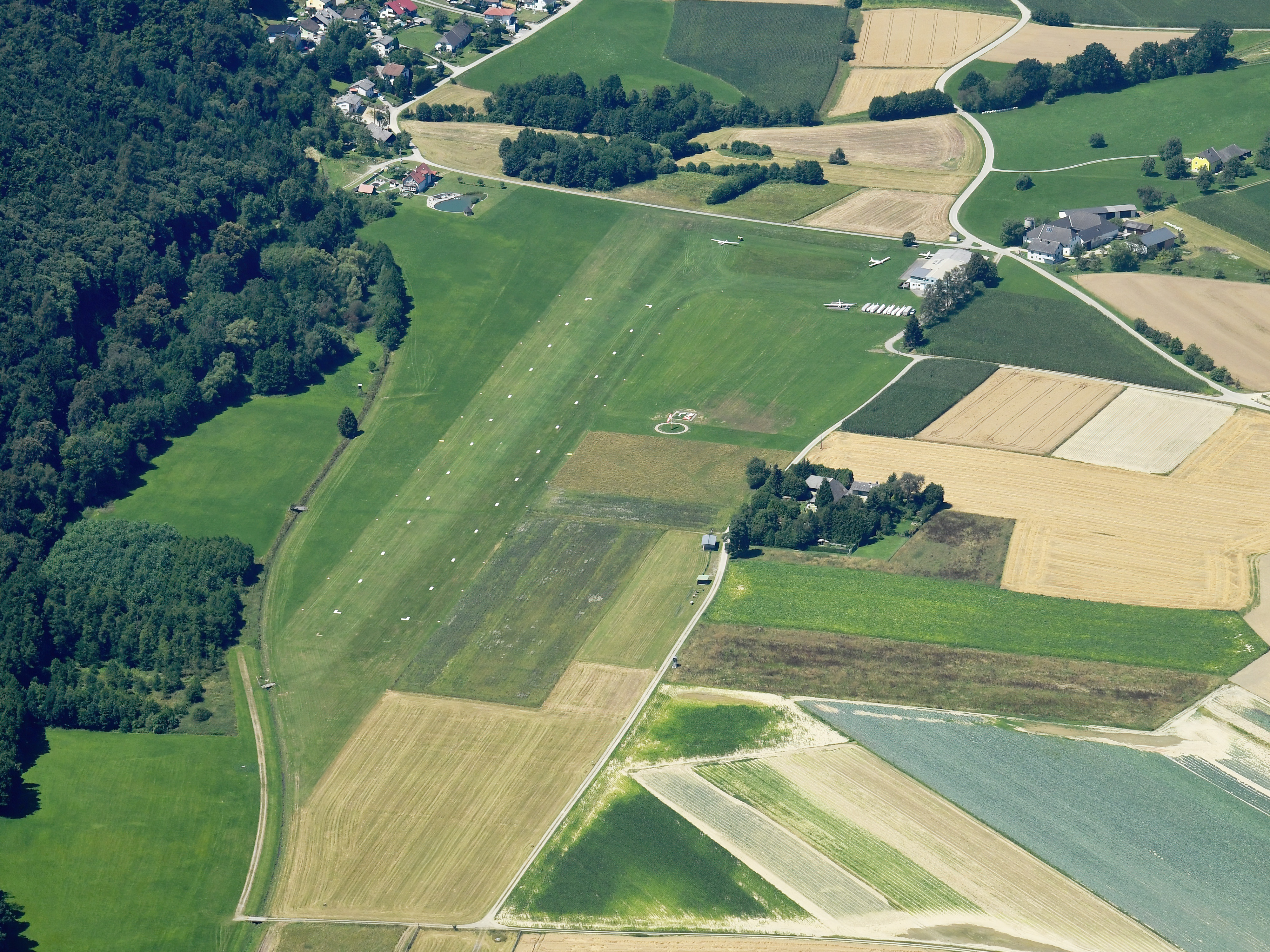
Flugplatz Eferding

- In Brandstatt bei Eferding (2 km entfernt) befindet sich eine Donau-Schiffsanlegestelle

Luft
- Der Flugplatz Eferding (ICAO-Code LOLE) befindet sich in der Gemeinde Pupping und verfügt über eine Graspiste.

Fahrrad
- Donauradweg: Eferding liegt am internationalen Donauradweg. Der Radfernweg führt 2850 km entlang der Donau, von der Quelle bis zur Mündung ins Schwarze Meer (Rumänien).

## Bildung
- Volksschule Nord (Nord[3])
- Volksschule Süd (Süd[4])

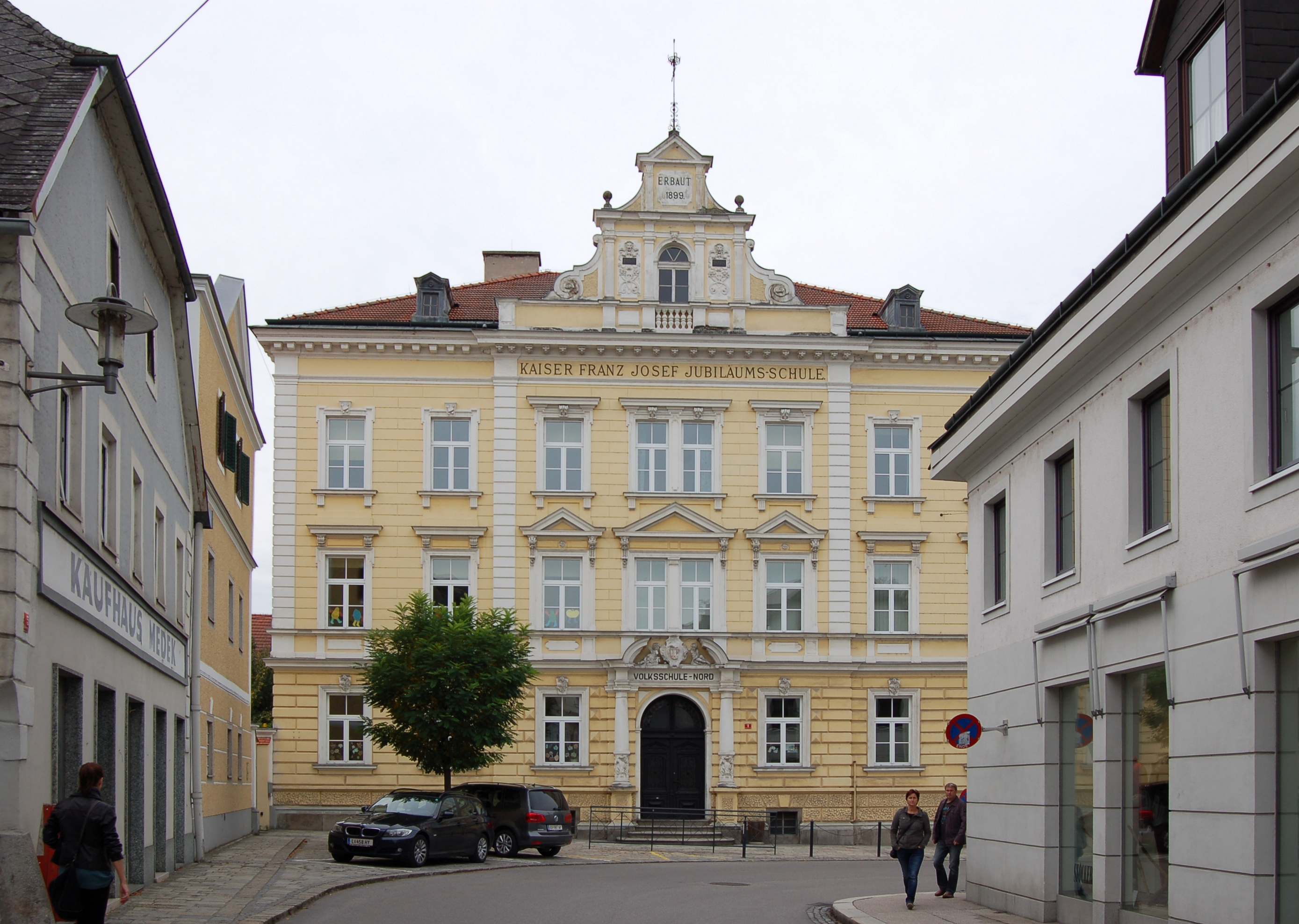
Volksschule Nord (ehemals Kaiser Franz Josef Jubiläums Schule)

- Technisch-Naturwissenschaftliche Mittelschule (Nord)[5]
- Sportmittelschule (Süd)[6]
- Bundeshandelsakademie[7]
- Musikschule: sie befindet sich im Bräuhaus[8]
- Volkshochschule

## Freizeit und Sport

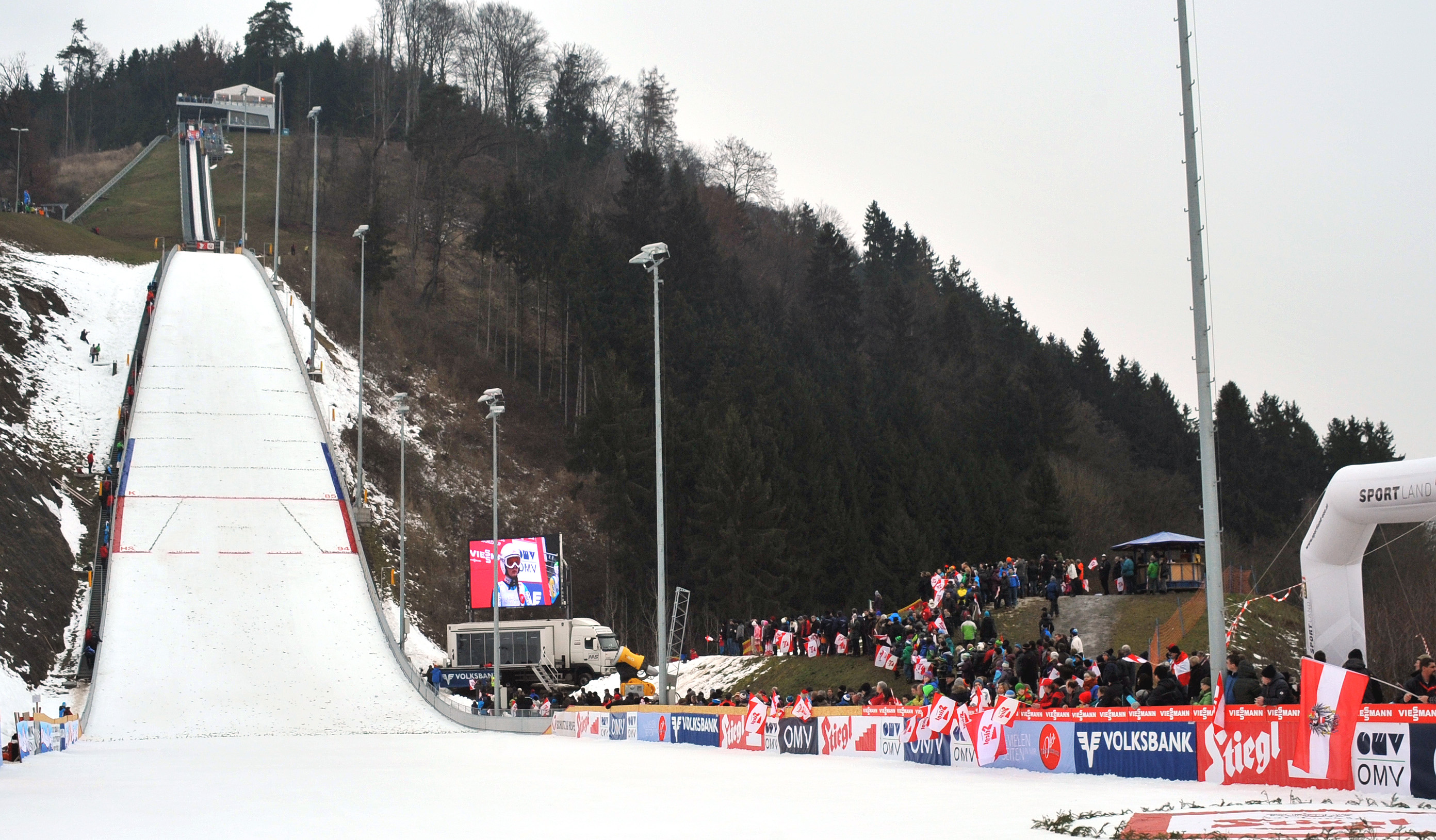
Aigner-Schanze

- Donauradweg: der Internationale Donauradweg, der von der Donauquelle in Deutschland bis zur Mündung in das Schwarze Meer führt, führt an Eferding vorbei
- Schwimmteiche: Im Umfeld der Stadt zur Donau hin befinden sich mehrere Schotterteiche, die im Sommer zum Schwimmen genützt werden können (freier Eintritt)
- Erlebnisbad Eferding: Freibadeanlage, nahe dem Stadtplatz
- Skisprungschanze: Die Energie AG-Skisprung Arena (Aigner-Skisprung-Schanze) befindet sich auf dem Gemeindegebiet von Hinzenbach und ist eine Normalschanze der Kategorie K 85.
- Tennisanlage
- Reiten

## Politik

### Gemeinderat
Der Gemeinderat hat 25 Mitglieder.
- Mit den Gemeinderats- und Bürgermeisterwahlen in Oberösterreich 2003 hatte der Gemeinderat folgende Verteilung: 10 SPÖ, 10 ÖVP, 3 FPÖ und 2 GRÜNE.
- Mit den Gemeinderats- und Bürgermeisterwahlen in Oberösterreich 2009 hatte der Gemeinderat folgende Verteilung: 10 SPÖ, 10 ÖVP, 3 FPÖ und 2 GRÜNE.
- Mit den Gemeinderats- und Bürgermeisterwahlen in Oberösterreich 2015 hatte der Gemeinderat folgende Verteilung: 9 ÖVP, 8 SPÖ, 4 FPÖ, 3 GRÜNE und 1 OLE.
- Mit den Gemeinderats- und Bürgermeisterwahlen in Oberösterreich 2021 hat der Gemeinderat folgende Verteilung: 10 ÖVP, 8 SPÖ, 4 FPÖ, 2 GRÜNE und 1 OLE.[9][10]

### Bürgermeister
- 1848–1857 Joseph Herbst
- 1857–1864 Joseph Feichtinger
- 1864–1873 Franz Xaver Eibl
- 1873–1874 Matthias Kleebauer
- 1874–1875 Gottfried Messenböck
- 1875–1879 Mathias Kleebauer
- 1879–1886 Johann Kleebauer
- 1886–1891 Valentin Schachinger
- 1891–1894 Karl Kaltenbrunner
- 1894–1903 Johann Kagermüller
- 1903–1909 Karl Schachinger
- 1909–1917 Eduard Srasser
- 1917–1919 Johann Obermayr
- 1919–1934 Franz Vogl
- 1934–1938 Heinz Zillig
- 1938–1945 Hugo Wanivenhaus
- 1945–1945 Robert Aschinger
- 1945–1948 Franz Huemer
- 1948–1948 Alois Mathä (provisorisch)
- 1948–1961 Josef Wessely
- 1961–1970 Franz Kögler
- 1970–1990 Hans Hochleitner
- 1990–2003 Johann Götzenberger
- 2003–2015 Johann Stadelmayer (SPÖ)
- 2015–2021 Severin Mair (ÖVP) (ehemals jüngster Bürgermeister Österreichs)[12][13]
- seit 2021 Christian Penn (SPÖ)

### Wappen

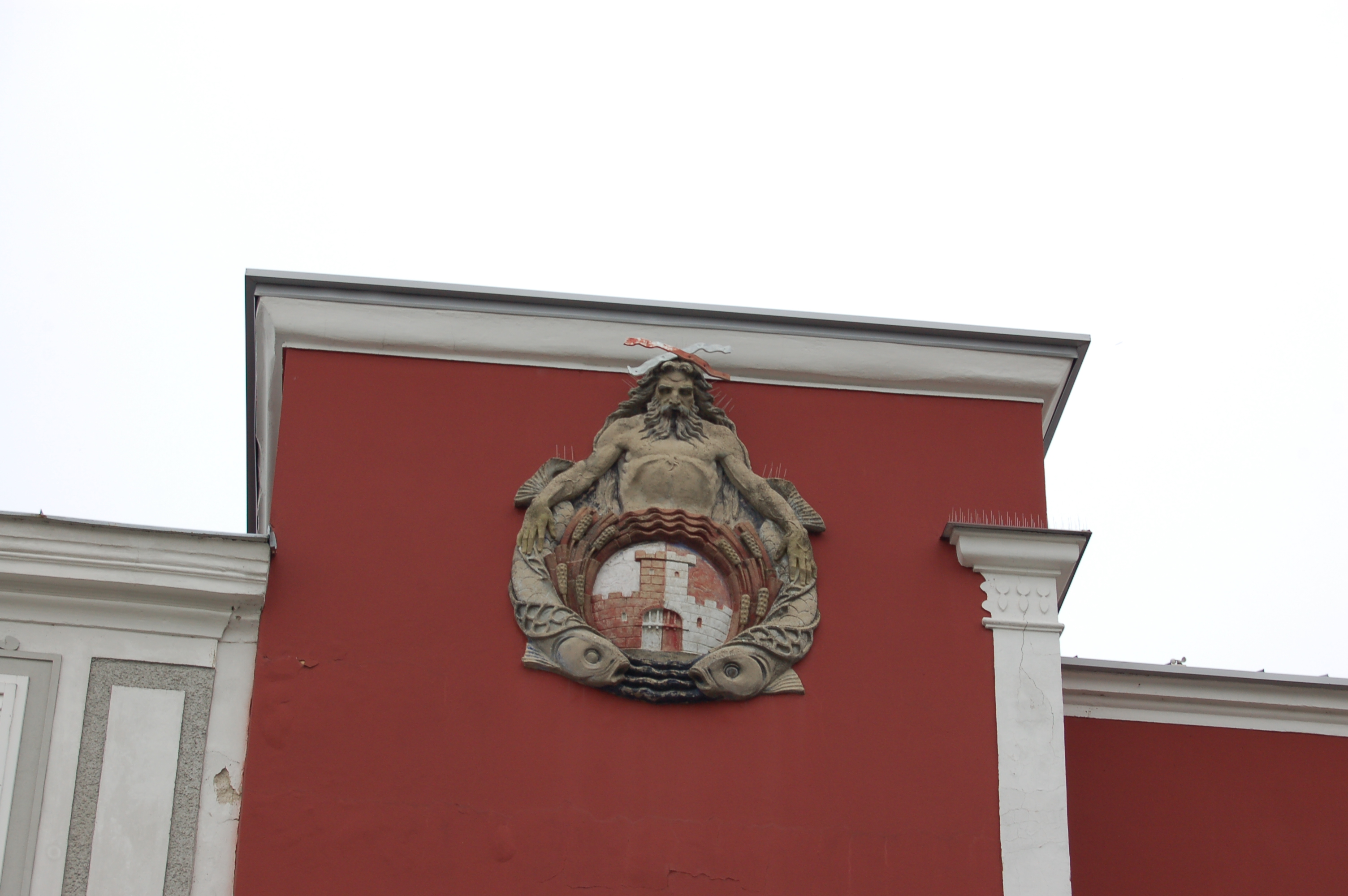
Altes Rathaus: Stadtwappen

Offizielle Beschreibung des Gemeindewappens: Gespalten von Silber und Rot; in gewechselten Farben eine durchgehende Zinnenmauer mit zwei Schießscharten, Rundbogentor mit hochgezogenem Fallgitter und zinnenbewehrtem Turm mit zwei halbrunden Fensteröffnungen. Die Gemeindefarben sind Blau-Rot.
Der wehrhafte Torbau in den Schaunberger-Farben Weiß-Rot kennzeichnet Eferding als ehemals befestigte Stadt, die bereits 1167 unter bischöflich-passauischer Grundherrschaft bürgerlichen Charakter besaß. Blau-Rot sind die Farben der Familie Starhemberg.
In manchen Abbildungen, wie zum Beispiel am ehemaligen Rathaus von Eferding am Stadtplatz hält ein „Wilder Mann“ das Stadtwappen.
Dies ist auf eine alte Sage zurückzuführen, welche sich folgendermaßen zugetragen haben soll:
Die Sage vom Wilden Mann
Vor Zeiten belagerten Räuber Eferding. Beutegierig setzten sie alles daran, die Stadt in ihre Hände zu bekommen. Was die Eferdinger Bürger auch unternahmen, es gelang nicht, das Gesindel zu vertreiben. Schließlich musste sich der Stadtrat dem Unvermeidlichen beugen. Schweren Herzens wurde beschlossen, die Tore zu öffnen und die Stadt den Feinden zu übergeben.
Ein Schneider wollte sich damit nicht abfinden. Er bat den Stadtrat um einen Tag Frist. Die nutzte er, um mit seinen Gehilfen einen riesigen Strohmann zu bauen. Mit Fellen bekleidet, die Arme erhoben, mit langen Krallen an den Fingern, am Kopf mächtige Hörner, dazu ein weit aufgerissenes Maul – so erschreckte dieses gewaltige Ungetüm sogar die, die es gebaut hatten. Mit Seilen und Rollen wurde »der Wilde Mann« gegen Abend zum Schaunberger Tor bewegt. Alles in der Stadt war auf den Beinen. Auf das Kommando des Schneiders wurde in Pfeifen geblasen, Pfannen geschlagen, mit Blechbüchsen gescheppert, auf Töpfen getrommelt, Trompeten erklangen. Dazu brüllten, schrien und kreischten alle, so laut sie konnten.
Selbst die Belagerer vor der Stadt wurden auf den Lärm aufmerksam. Sie kamen zur Stadtmauer, um zu sehen, was denn da vor sich ging. Langsam richteten die Eferdinger den scheußlichen Strohmann auf. Als seine weit aufgerissene Fratze im Halbdunkel der Dämmerung hinter der Stadtmauer zum Vorschein kam, packte die Belagerer das Grauen. Entsetzt stürmten sie davon.
Die Eferdinger aber ließen ihren »Helden« hochleben. Als Träger des Stadtwappens ist der Wilde Mann selbst heute noch zu sehen.

## Städtepartnerschaften
- Passau in Bayern, Deutschland
- Tittling in Bayern, Deutschland[15]

## Persönlichkeiten
Ehrenbürger
- Karl Grienberger (1824–1908), Pfarrer und Dechant, Landtagsabgeordneter und Landeshauptmann
- Erasmus von Handel (1860–1928), Beamter und Politiker

Söhne und Töchter der Stadt
- Susanne Reuttinger (1595–1635), Eferdinger Bürgerstochter, heiratete am 28. Oktober 1613 den Astronomen Johannes Kepler.[16]
- Honorius Aigner (1651–1704), Abt von Kremsmünster 1703–1704
- Amand Oppitz (1869–1947), Abt des Schottenstifts in Wien 1913–1930
- Hubert Messenböck (1887–1946), Pädagoge, Landesschulinspektor, Vizebürgermeister von Steyr und Abgeordneter zu Landtag
- Johann Nepomuk David (1895–1977), österreichischer Komponist
- Ernst Rüdiger Fürst Starhemberg (1899–1956), österreichischer Politiker und Heimwehrführer
- Josef Zeininger (1916–1995), Bischofsvikar der Erzdiözese Wien sowie Gründer und Bundesseelsorger der Katholischen Arbeiterjugend in Österreich
- Karl Leitl (1924–1982), Industrieller
- Erich Holzinger (1930–2019), Politiker (ÖVP) und Mühlenbauer
- Herrmann Jungraithmayr (* 1931), Afrikanist
- Alfred Jungraithmayr (1933–2016), österreichischer Journalist
- Fridolin Dallinger (1933–2020), österreichischer Komponist und Musikpädagoge
- Karl Kriechbaum (1933–2015), Konsulent, Stadt- und Bezirkskapellmeister, (Mundart)dichter, Ehrenringträger

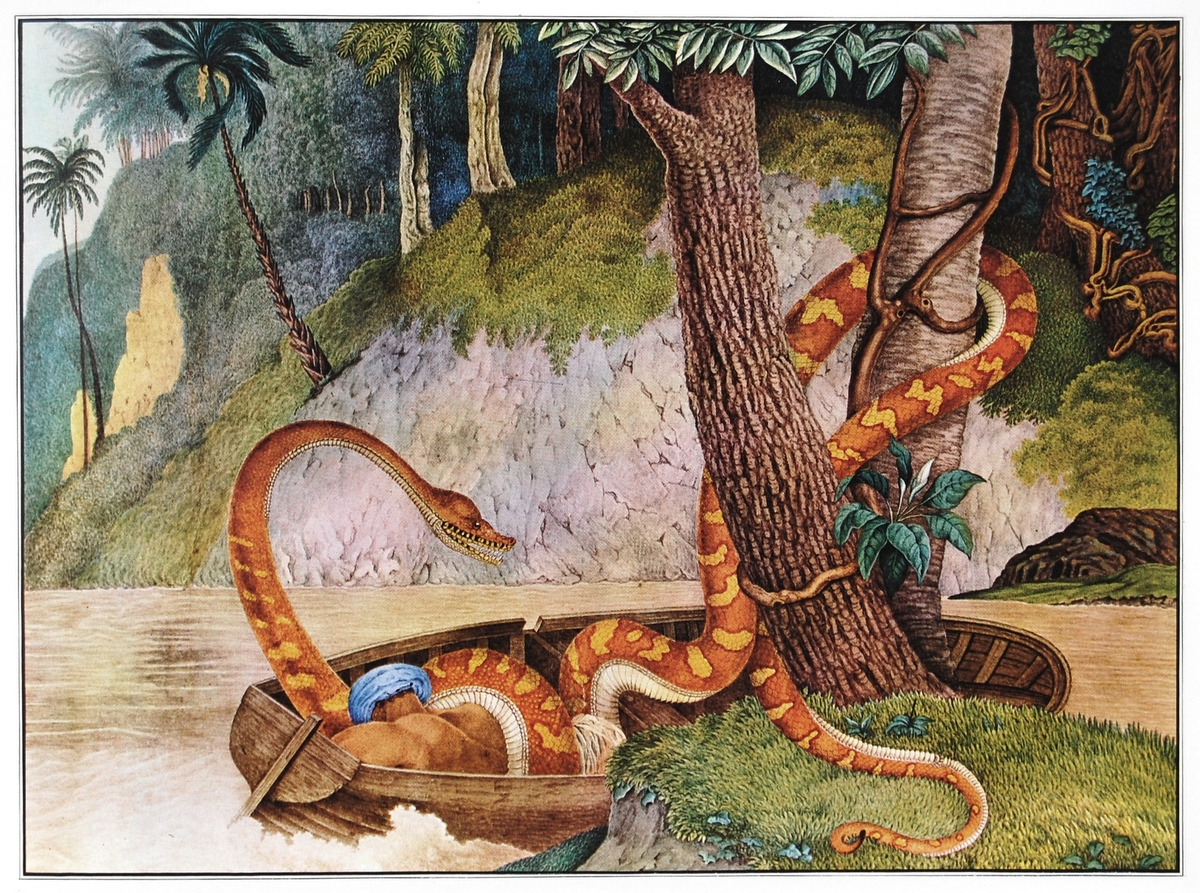
Aloys Zötl: Die Königsschlange

- Horst Haitzinger (* 1939), österreichisch-deutscher Karikaturist
- Karl Peterka (* 1941), österreichischer Radrennfahrer
- Elisabeth Schörgenhumer (* 1953), österreichische Schriftstellerin
- Florian Meindl (* 1985), österreichischer Musikproduzent und DJ
- Leyya, Trip-Hop-Band

Mit Eferding verbunden
- die Schifer (Adelsgeschlecht)
- Aloys Zötl (1803–1887), Färbermeister und Maler eines Bestiariums, lebte in Eferding
- August Kubizek (1888–1956), österreichischer Musiker und Jugendfreund Adolf Hitlers, in Eferding gestorben
- Leopold Radlmair (1899–1967), Vizebürgermeister und Politiker (ÖVP)
- Hubert Taferner (1925–2022), Architekt und Zeichner, lebte Jahrzehnte in der Stadt Eferding
- Karin Peschka (* 1967), Autorin, in Eferding aufgewachsen
- Maria Katharina Moser (* 1974), Theologin, Direktorin der Diakonie, in Eferding aufgewachsen
- Astrid Zehetmair (* 1993), Politikerin (ÖVP), Stadträtin
- Sophie Kothbauer (* 2003), Skispringerin

## Belege
1. ↑  Hubert Taferner: Erinnerung, Mahnung, Versöhnung: die Evangelische Toleranzkirche Eferding. In: Oberösterreichische Heimatblätter. Linz 2010, S. 54–62 (land-oberoesterreich.gv.at [PDF]).
2. ↑  Ortsbildmesse 1999 in Eferding (Seite nicht mehr abrufbar, festgestellt im Dezember 2018. Suche in Webarchiven)
3. ↑  offizielle Website der Volksschule Eferding Nord
4. ↑  offizielle Website der Volksschule Eferding Süd
5. ↑  offizielle Website der Neue Mittelschule Eferding Nord
6. ↑  offizielle Website der Sportmittelschule Eferding Süd
7. ↑  offizielle Website der HAK HAS Eferding
8. ↑  offizielle Website der Musikschule Eferding
9. ↑  Wahl Oberösterreich 2021 orf.at
10. ↑  Wahl Oberösterreich 2021 (Memento des Originals vom 11. Januar 2022 im Internet Archive)  Info: Der Archivlink wurde automatisch eingesetzt und noch nicht geprüft. Bitte prüfe Original- und Archivlink gemäß Anleitung und entferne dann diesen Hinweis. oberoesterreich.gv.at
11. 1 2  Geschichte der Gemeinde Eferding. Wappen, Bürgermeister und Vereine. Land Oberösterreich, abgerufen am 17. April 2015.
12. ↑  Mit erst 22 Jahren Bürgermeister von Eferding. In: www.nachrichten.at. Abgerufen am 21. Oktober 2015.
13. ↑  Jüngster Bürgermeister: „Gemeinsames Seidl verhindert Konflikte“, Artikel auf DerStandard.at vom 18. Juli 2016.
14. 1 2  Die Sage vom Wilden Mann von Eferding in den OÖ vom 11. November 2011, abgerufen am 11. November 2011.
15. ↑  Frühschoppen: Eferdinger Gemeindepartnerschaft wird groß gefeiert. 22. Juni 2023, abgerufen am 11. September 2024.
16. ↑  Johannes Kepler. In: ooegeschichte.at. Virtuelles Museum Oberösterreich, abgerufen am 12. August 2022..